# Ido Kozikaro
Ido Kozikaro (En hebreo, עידו קוז'יקרו, Safed, 8 de enero de 1978) es un exjugador de baloncesto israelí. Con 2,02 metros de estatura, jugaba en la posición de ala-pívot.

## Trayectoria deportiva

### Profesional
Kozikaro debutó en la liga israelí en la temporada 1996-97, en las filas del Hapoel Galil Elyon, donde jugó hasta 2003. En su última temporada en el equipo promedió 14,0 puntos y 9,3 rebotes por partido.
En 2003 fichó por el Hapoel Jerusalem B.C., donde jugaría también la Eurocup. Allí jugó tres temporadas, en las que fue de más a menos, siendo la más destacada la primera en la que promedió 13,2 puntos y 7,9 rebotes por partido.
En 2006 firmó con el Ironi Nahariya, y en 2008 por el Maccabi Haifa B.C., donde jugó dos temporadas, promediando 9,9 puntos y 7,2 rebotes por partido, firmando en 2010 por el Hapoel Gilboa Galil, que acababa de ganar la liga. Jugó dos temporadas, en las que promedió 6,1 y 6,3 puntos por partido respectivamente.
En 2012 fichó por el Maccabi Haifa B.C., donde en su primeta temporada promedió 7,2 puntos y 5,1 rebotes por partido, año en el que ganó su primera liga, ya con 34 años, mientras que en la segunda se quedó en 4,8 puntos y 4,3 rebotes por partido.

### Mánager general
En 2014 abandonó las canchas, pero permaneció en el Maccabi Haifa B.C. ejerciendo como general manager, cargo que ocupó hasta 2016. En ese momento decidió volver a calzarse las zapatillas, ya con 38 años, jugando en el Maccabi Kiryat Motzkin de la tercera división israelí.

### Selección nacional
Debutó con la selección de Israel en el Europeo sub-20 de 1998 disputado en Italia, y con la absoluta en 2001, disputando todos los Eurobasket hasta 2013, con la única excepción del disputado en 2011. En total promedió en competición oficial con su selección 5,3 puntos y 3,1 rebotes por partido.